# Méga BBL
Méga BBL est la réédition de la première mixtape (Bad Boy Lovestory) de la chanteuse franco-congolaise Théodora.

## Genèse
Le 1er novembre 2024, Théodora sort Bad Boy Lovestory, sa première mixtape composée de 13 titres. Une réédition de la mixtape est sortie le 29 mai 2025 sous le nom de Méga BBL.

## Liste des pistes
| Bad Boy Lovestory (Édition standard) | Bad Boy Lovestory (Édition standard)                  | Bad Boy Lovestory (Édition standard) | Bad Boy Lovestory (Édition standard) | Bad Boy Lovestory (Édition standard) | Bad Boy Lovestory (Édition standard) | Bad Boy Lovestory (Édition standard) | Bad Boy Lovestory (Édition standard) | Bad Boy Lovestory (Édition standard) | Bad Boy Lovestory (Édition standard) |
| No                                   | Titre                                                 | Producteur(s)                        | Durée                                |                                      |                                      |                                      |                                      |                                      |                                      |
| ------------------------------------ | ----------------------------------------------------- | ------------------------------------ | ------------------------------------ | ------------------------------------ | ------------------------------------ | ------------------------------------ | ------------------------------------ | ------------------------------------ | ------------------------------------ |
| 1.                                   | FNG                                                   | MEI, Mattu                           | 2:09                                 |                                      |                                      |                                      |                                      |                                      |                                      |
| 2.                                   | Fashion Designa                                       | John Makabi                          | 3:04                                 |                                      |                                      |                                      |                                      |                                      |                                      |
| 3.                                   | 243 km/h (feat. Zoomy)                                | Jeez Suave                           | 3:17                                 |                                      |                                      |                                      |                                      |                                      |                                      |
| 4.                                   | Kongolese sous BBL                                    | Jeez Suave                           | 2:44                                 |                                      |                                      |                                      |                                      |                                      |                                      |
| 5.                                   | Bad Boy Lovestory                                     | Jeez Suave, Mattu                    | 2:59                                 |                                      |                                      |                                      |                                      |                                      |                                      |
| 6.                                   | Sorry Sorry So                                        | Daddy Jo                             | 2:25                                 |                                      |                                      |                                      |                                      |                                      |                                      |
| 7.                                   | Entracte : Histoire d'amour, commérages et Chardonnay | Jeez Suave, Guyzzi                   | 2:33                                 |                                      |                                      |                                      |                                      |                                      |                                      |
| 8.                                   | Ils me rient tous au nez                              | Lasso                                | 2:27                                 |                                      |                                      |                                      |                                      |                                      |                                      |
| 9.                                   | #Il                                                   | John Makabi                          | 2:01                                 |                                      |                                      |                                      |                                      |                                      |                                      |
| 10.                                  | Big Boss Lady (feat. Jahlys)                          | John Makabi                          | 2:09                                 |                                      |                                      |                                      |                                      |                                      |                                      |
| 11.                                  | Un meilleur nous                                      | Neon Valley                          | 2:59                                 |                                      |                                      |                                      |                                      |                                      |                                      |
| 12.                                  | Mon casque                                            | San juliet, Med                      | 2:49                                 |                                      |                                      |                                      |                                      |                                      |                                      |
| 13.                                  | Doutes en boucle                                      | Neophron, Rosaliedu38, Esone         | 1:58                                 |                                      |                                      |                                      |                                      |                                      |                                      |
| 33:34                                |                                                       |                                      |                                      |                                      |                                      |                                      |                                      |                                      |                                      |

| Méga BBL (Réédition) | Méga BBL (Réédition)                                            | Méga BBL (Réédition)                 | Méga BBL (Réédition) | Méga BBL (Réédition) | Méga BBL (Réédition) | Méga BBL (Réédition) | Méga BBL (Réédition) | Méga BBL (Réédition) | Méga BBL (Réédition) |
| No                   | Titre                                                           | Producteur(s)                        | Durée                |                      |                      |                      |                      |                      |                      |
| -------------------- | --------------------------------------------------------------- | ------------------------------------ | -------------------- | -------------------- | -------------------- | -------------------- | -------------------- | -------------------- | -------------------- |
| 1.                   | Pay! (feat. Guy2Bezbar)                                         | Junior Alaprod, Jeez Suave, Zafy     | 2:10                 |                      |                      |                      |                      |                      |                      |
| 2.                   | Do U Wanna ?                                                    | Alex Naim                            | 2:15                 |                      |                      |                      |                      |                      |                      |
| 3.                   | Papa <3                                                         | TSB                                  | 2:33                 |                      |                      |                      |                      |                      |                      |
| 4.                   | Zou Bisou (feat. Jul)                                           | Boumidjal, HoloMobb                  | 2:42                 |                      |                      |                      |                      |                      |                      |
| 5.                   | Massoko Na Mabele (feat. ThisizLondon (en))                     | ThisizLondon, AoD, Jay Keys          | 2:57                 |                      |                      |                      |                      |                      |                      |
| 6.                   | I Wanna                                                         | Decz, Sholz, Mike Wavvs, Steezefield | 2:29                 |                      |                      |                      |                      |                      |                      |
| 7.                   | Mon bébé (feat. Brazy)                                          | Jeez Suave                           | 2:23                 |                      |                      |                      |                      |                      |                      |
| 8.                   | Go! (feat. Luidji)                                              | Jeez Suave                           | 2:27                 |                      |                      |                      |                      |                      |                      |
| 9.                   | Bad Boy Lacked                                                  | Alex Naim                            | 2:39                 |                      |                      |                      |                      |                      |                      |
| 10.                  | Les oiseaux rares (feat. Juliette Armanet)                      | Genius On The Track, NAOMi           | 3:03                 |                      |                      |                      |                      |                      |                      |
| 11.                  | Boss Babies (feat. BB Trickz (en))                              | Jeez Suave, amne, Daddy Jo, TN Kane  | 2:40                 |                      |                      |                      |                      |                      |                      |
| 12.                  | Ils me rient tous au nez (Live Version) (feat. Chilly Gonzales) | Chilly Gonzales                      | 2:59                 |                      |                      |                      |                      |                      |                      |
| 31:17                |                                                                 |                                      |                      |                      |                      |                      |                      |                      |                      |

## Clips vidéo
- FNG : 7 février 2024
- Kongolese sous BBL : 3 octobre 2024
- Pay! (feat. Guy2Bezbar) : 29 avril 2025[4]
- Fashion Designa : 4 juin 2025[5]

## Titres certifiés en France
- Kongolese sous BBL  Diamant[6]
- Fashion Designa  Or[7]
- Pay! (feat. Guy2Bezbar)  Or[8]
- Zou Bisou (feat. Jul)  Or[9]

## Accueil critique
La critique de Radio France souligne que la mixtape de Théodora se distingue par un mélange de genres musicaux variés, allant de l'hyperpop au rap, à l'afrobeat et au rock. Selon les avis recueillis, cette diversité crée une nouvelle forme de pop cohérente et travaillée, enrichie par de nombreuses collaborations. Le projet est également remarqué pour sa dimension narrative et son engagement, abordant des thèmes de résilience et questionnant les codes imposés aux femmes, tout en conservant une touche d'ironie.
La critique du journal Le Devoir présente la mixtape de Théodora comme une œuvre qui redéfinit la pop francophone. Ils soulignent la liberté d'écriture de l'artiste, la diversité des styles musicaux et la collaboration avec plusieurs invités. Il est mentionné que la musique de Theodora encourage la confiance en soi, notamment chez les femmes.

## Classements et certifications

### Classements hebdomadaires
| Classement (2024-2025)       | Meilleure position |
| ---------------------------- | ------------------ |
| France (SNEP)                | 4                  |
| Suisse (Schweizer Hitparade) | 21                 |
| Belgique (Wallonie Ultratop) | 15                 |

### Certifications et ventes
| Région        | Certification | Ventes/Streams |
| ------------- | ------------- | -------------- |
| France (SNEP) | Platine       | 100 000        |